# Dorylomorpha xanthopus
Dorylomorpha xanthopus är en tvåvingeart som först beskrevs av Kowarz 1869.  Dorylomorpha xanthopus ingår i släktet Dorylomorpha och familjen ögonflugor. Arten är reproducerande i Sverige. Inga underarter finns listade i Catalogue of Life.